# Armenski dram
 Ovo je članak o armenskoj valuti. Za druga značenja pogledajte gorskokarabaški dram.
Dram je valuta koja se koristi u Republici Armeniji. Nastala je 22. studenog 1993. Kovanica drama je luma. Oznaka valute po standardu ISO 4217 je AMD. Sve poslove oko dramova radi Armenska centralna banka. 

## Povijest
Prva pojava drama kao valute u Armeniji bila je u periodu od 1199. – 1375. kada su u optjecaju bili srebrnjaci zvani dram.
Armenija se izdvaja u samostalnu državu 21. rujna 1991. godine, a 27. ožujka 1993. osnovana je Armenska centralna banka. To su bili preduvjeti da 22. studenog 1993. počinje službeno korištenje drama (valutni tečaj je tada iznosio 1 dram = 200 rubalja; 1 USD = 14,5 drama).
Tijekom postojanja Gorskog Karabaha, uz zasebnu valutu gorskokarabaškog drama rabio se i armenski dram.

## Vanjske poveznice
- Prikaz novčanica armenskog drama
- Armenien (Banknoten) (armenijske novčanice) Abenteuer Reisen - Bis ans Ende der Welt - Heiko Otto (njem.) (engl.)

| Yahoo! Finance: | AUD CAD CHF EUR GBP HKD JPY USD |
| XE.com:         | AUD CAD CHF EUR GBP HKD JPY USD |